# Microsoft Edge
Microsoft Edge (раніше був відомий під кодовою назвою Проєкт Spartan, або просто Spartan) — веббраузер, створений Microsoft, випущений у 2015 році з ОС Windows 10. Браузер функціонує окремо від Internet Explorer, і не замінює його. Microsoft Edge може замінити Internet Explorer в Windows 7, Windows Server 2008 R2 або пізніше, але цей веббраузер недоступний на Windows Vista, Windows Server 2008 або раніше.

## Розробка

### EdgeHTML (2014-2019)
Уперше про розробку Microsoft нового браузера Windows 10 повідомила технічна журналістка Мері Джо Фолі в грудні 2014 року. Тоді браузер був відомий під кодовою назвою Project Spartan. Фолі розповіла, що Spartan буде окремим браузером і актуальний тоді Internet Explorer 11 збережеться в системі для сумісності зі старими сайтами й технологіями.
Загалу Spartan було представлено у версії Windows 10 Technical Preview збірки 10049, випущеної 30 березня 2015 року. Його рушій EdgeHTML до того був запроваджений у роботі 11 раніших збірок Windows 10. Згодом Microsoft заявила, що у релізній версії системи будуть наявні обидва браузери, але Internet Explorer не використовуватиме рушій Spartan.
29 квітня 2015 року, на конференції Build повідомлялося, що браузер позбудеться назви Project Spartan, а новою стане Microsoft Edge. Також було оприлюднено його логотип — стилізовану літеру E, перетнуту орбітою, схожу на логотип Internet Explorer.

### Chromium (2019 - дотепер)
Про намір перенести Edge на рушій Chromium стало відомо 6 грудня 2018 року. Крім того, відбувся анонс випуску цього браузера для Windows 7, Windows 8 і macOS, і наступні версії частіше оновлюватимуться.
Перші публічні збірки Edge, базованого на рушієві Chromium, було випущено 8 квітня 2019 року. Браузер отримав оформлення, що поєднувало риси старого Edge і Chromium, різні налаштування відкриття вкладок, підтримку доповнень.
У листопаді 2019 року на конференції Microsoft Ignite з'явився новий логотип Edge, подібний на хвилю, що натякає на процес інтернет-серфінгу. В листопаді 2019 було усунено підтримку формату електронних книг ePub, оскільки для читання книг планувалося створити окремі додатки.
Офіційний реліз оновленого браузера Microsoft Edge на основі Chromium відбувся 15 січня 2020 року.
На початку 2020 року браузер мав частку 0,57 % на ринку, до березня 2021 року частка браузера виросла на 1308 %. Основною з причин було примусове оновлення попередньої версії браузера на Microsoft Edge Legacy.
На початок 2024 року, Google Chrome продовжує залишатися лідером ринку браузерів, але Microsoft Edge за останні два місяці значно зміцнив свої позиції. Згідно зі звітом StatCounter, в січні 2024 року його частка на ринку настільних комп’ютерів зросла до 12,96 % з 11,23 % в листопаді 2023 року.

### Дитяча версія
У квітні 2021 року було презентовано дитячу версію свого браузера, призначену для дітей віком від 5 до 12 років. Її особливістю є безпечне інтернет-оточення завдяки набору фільтрів. Батьки отримали можливість обирати вікову групу та вказувати доступні можливості у налаштуваннях браузера.

## Особливості
Microsoft Edge використовується як стандартний додаток для перегляду вебсторінок і PDF-документів. Браузер використовує прямокутні елементи інтерфейсу, оптимізовані для сенсорних пристроїв. У лівій частині вікна Edge розташовуються кнопки стрілок навігації та кнопка для оновлення сторінки. У правій частині розташовані іконки запуску режиму читання (лишає тільки текст сторінки), додавання сторінки в Обране або відкладення її на потім до Списку читання і меню налаштувань. Обране, історія переглядів і завантаження об'єднані в єдиному меню. Користувач може робити на сторінках нотатки, публікувати посилання на вебресурсах через функцію «Поділитися».
Вкладки сайтів мають функцію попереднього перегляду — користувач може одразу побачити вміст сторінки, навівши на вкладку вказівник, або розтягнувши її вниз. Групи вкладок можуть відкладатися для пізнішого перегляду іконкою в лівому верхньому куті. Якщо у вкладці відтворюється звук, користувачеві повідомляється про це піктограмою і він може швидко вимкнути звук, не переходячи на вкладку.
У Edge з міркувань безпеки не підтримується ActiveX і VBScript, а Adobe Flash за промовчуванням блокується. З виходом Anniversary Update для Windows 10 браузер отримав підтримку розширень, які користувач має змогу встановлювати та видаляти на свій розсуд. Після виходу Creators Update він використовується і для читання електронних книг. Браузер має інтеграцію голосового помічника Cortana (недоступно українською) для пошуку інформації.
Microsoft Edge отримає безкоштовну вбудовану VPN, яка дозволить користувачам шифрувати свою IP-адресу від провайдерів. Функція під назвою Edge Secure Network працює на базі Cloudflare.

## Проблеми та баги
У квітні 2023 року, згідно з повідомленням ресурсу The Verge, фахівці з безпеки звернули увагу на програмний баг, завдяки якому браузер Edge міг розкривати конфіденційні дані користувачів. На проблему першими звернули увагу відвідувачі новинного онлайн-сервісу Reddit, які помітили, що Edge надсилає дані про відвідані користувачем сторінки на сервер пошукової системи Bing. З’ясувалося, що проблема полягає в збої вбудованого сервісу, який повинен допомагати користувачеві підписуватися на різні джерела в інтернеті. З цієї проблеми, журналісти звернулися до відомого програміста Рафаеля Рівера, який підтвердив, що Edge помилково збирає і надсилає надмірну кількість даних про користувача на сервер Microsoft — включно з повними URL-адресами відвіданих сайтів. Фахівець зробив висновок, що Edge виявився небезпечним через помилку, допущену програмістами Microsoft на стадії створення програми. «Ми в курсі цієї проблеми, проводимо розслідування і вживемо відповідних заходів для вирішення ситуації», — заявила в розмові з виданням директор з комунікацій Microsoft Кейтлін Роулстон. До того моменту, поки Microsoft не виправить проблему, фахівці рекомендували відключити проблемну службу в налаштуваннях браузера.
Як відомо, у січні 2023 року Microsoft припинила підтримку Edge у Windows 7, 8 і 8.1, що означає, що Edge 109 став останнім оновленням браузера, доступним для цих операційних систем. Проте, як виявилося, Microsoft готова випускати періодичні оновлення безпеки та критичні виправлення. Один із таких патчів вийшов 15 вересня 2023 року, приносячи користувачам Windows 7, 8, 8.1 і Server 2012 R2 важливе оновлення. Оновлення Microsoft Edge, що засноване на Edge 109, останній версії, яка підтримує старі випуски Windows, додає лише виправлення вразливостей безпеки, а саме переповнення буфера купи в WebP у версіях Chromium до 116.0.5845.187, що дозволяло віддаленому зловмиснику виконати вихід -of-bounds запис пам’яті за допомогою спеціально створеної сторінки HTML. Microsoft описує оновлення наступним чином: «Це оновлення виконано для розширеної підтримки нижнього рівня Windows M109. Ми постачаємо 109 для Win 7, 8 і 8.1 (включаючи Server 2012 R2, який базується на Win 8.1). Корпорація Майкрософт має виправлення CVE-2023-4863 для стабільного каналу Microsoft Edge (версія 109.0.1518.140), який, як повідомила команда Chromium, містить експлойт. Додаткову інформацію див. у Посібнику з оновлення безпеки. Цей бекпорт було зроблено для нашої розширеної підтримки нижнього рівня Windows M109». Розширена підтримка нижнього рівня M109 для Windows 7, 8, 8.1 і Server 2012 R2 завершиться 20 жовтня 2023 року.
17 квітня 2024 року на сайті техпідтримки Microsoft було повідомлено, що випущене 28 березня 2024 року оновлення Edge некоректно встановлювало  на комп’ютери користувачів з ОС  Windows 11 новий пакет (MSIX) під назвою «Постачальник чату Microsoft для Copilot у Windows» (Microsoft chat provider for Copilot in Windows)». В результаті у встановлених додатках, автоматично і без відповідного повідомлення, міг з’явитися інструмент ШІ Copilot.

## Конкурентна боротьба
26 листопада 2024 року, розробники браузерів Opera, Vivaldi, Chrome, Wavebox і Waterfox, які об’єдналися в організацію Browser Choice Alliance з метою відстояти право споживачів обирати та використовувати улюблений браузер у Windows без негативних наслідків цього вибору, повідомили, що Microsoft різними недобросовісними способами обмежує користувачів у цьому. Зокрема, Browser Choice Alliance закликає Європейську комісію включити Microsoft Edge від Microsoft до списку “брамників” відповідно до Закону про цифрові ринки (DMA).